# Brian Townsend
Pour les articles homonymes, voir Townsend.
Brian Townsend est un joueur de poker professionnel américain, installé à Santa Barbara en Californie.
Brian est connu pour ses nombreux succès au No limit Texas hold'em et au pot-limit Omaha, qu'il joue sur les plus grosses tables chez Full Tilt Poker, sous le pseudonyme sbrugby,.
Brian a eu une montée fulgurante. En effet, il a commencé à jouer sur des tables avec des blinds de 0.25/0.50 $, puis est monté jusqu'à des parties de 200 $/400 $ et 300 $/600 $.
Il écrit de nombreux messages sur les forums de Two Plus Two Publishing sous le pseudonyme aba20. Plus connu pour ses talents en un contre un et en six joueurs maximum, il a participé à plusieurs tournois, dont un ITM à un World Poker Tour, et une table finale lors d'un event au WSOP.
Brian s'est fait connaître du grand public lors de son apparition dans la saison 3 de High Stakes Poker, diffusée début 2007 sur GSN. On a pu le voir s'asseoir avec plus de 700 000 $ devant lui.
En décembre 2009, Townsend est accusé de triche après avoir récupéré des historiques de mains d'autres joueurs high stakes, ils s'échangeaient apparemment des mains avec d'autres professionnels, Cole South (en) and Brian Hastings (en) ce qui lui donnait un avantage considérable au table.
De 2007, il fait des vidéos pour le site cardrunners.com, un site qui propose des cours de poker, où il écrivait à propos de sa vie et de son expérience du poker. Il arrête en 2010 après une année où il enregistre des pertes record en cash game sur Full Tilt Poker.
Même si c'est avant tout un joueur de Cash game, ses gains de tournois s'élèvent à plus de 460 000 $.